# Szablak wędrowny
Szablak wędrowny, szablak wiosenny (Sympetrum fonscolombii) – migrujący gatunek ciepłolubnej ważki z rodziny ważkowatych (Libellulidae), nazywany też szablakiem Fonscolombe’a – dla upamiętnienia nazwiska francuskiego entomologa, od którego pochodzi epitet gatunkowy fonscolombii. 
Gatunek ciepłolubny i nomadyczny. Szeroko rozprzestrzeniony w krajach afrykańskich, południowej i środkowej Europie, południowej Azji, na Bliskim Wschodzie oraz na wyspach Oceanu Indyjskiego. W kilku krajach wschodnioafrykańskich (Kenia, Tanzania, Uganda i Malawi) występuje licznie. Zasiedla okresowe zbiorniki wodne na bagnistych terenach sawanny i buszu. W ciepłe lata wędruje na północ, aż po Belgię, Szwecję i Polskę. 
W Polsce pojawia się lokalnie na obszarze całego kraju, a od lat 90. XX wieku stwierdzany jest coraz częściej. M.in. od 2008 r. można go spotkać rokrocznie na niewielkich zbiornikach antropogenicznych w konurbacji górnośląskiej nawet w centrach największych miast. Rozwój larw odnotowano na wschodnich obszarach kraju. Znajdowany jest nad małymi, płytkimi i silnie nasłonecznionymi zbiornikami. Imagines na terenie Europy Środkowej pojawiają się od maja do października. Osobniki spotykane pod koniec lata i jesienią są najprawdopodobniej z drugiego pokolenia. Obserwacje z wyjątkowo ciepłego lata 2018 r. wykazały pojawienie się drugiego pokolenia szablaka wędrownego nawet na najbardziej na pn. wysuniętych stanowiskach w Polsce.
Samce są podobne do samców szafranki czerwonej, ale ubarwienie odwłoka szablaka jest mniej intensywne niż szafranki, czerwonoróżowe, a nogi szablaka są czarne. Długość ciała dochodzi do 38 mm, rozpiętość skrzydeł 60 mm.